# Ультра Q
«Ультра Q» (яп. ウルトラQ Urutora Kyū) — японський телевізійний серіал в жанрі токусацу, а саме його різновиду кайдзю (фільми про велетенських чудовиськ). Поєднує в собі елементи наукової фантастики, жахів і містики. Серіал складається із низки малопов'язаних між собою епізодів про групу людей, які в буденному житті стикаються із загадковими випадками і чудовиськами.
Вироблявся Tokyo Broadcasting System/Tsuburaya Productions і транслювався з 1966 по 1967 на каналі TBS (Tokyo Broadcasting System) у чорно-білому форматі, хоча існує і кольорова версія. Вважається засновником «ультра-серії» — низки фільмів та серіалів про супергероя Ультрамена (Ultraman). При цьому в «Ультра Q» фігурували тільки самі чудовиська, які пізніше з'являлися в Ультра Серії.

## Історія
У 1963 році від телекомпанії Toho за ініціативи Ейдзі Цубураї відділилася Tsuburaya Productions. Цубурая задумав створити серіал, подібний на американський «Сутілнкова зона» (оригінальний серіал 1959—1964 рр.), але акцентуючи увагу на велетенських чудовиськах. Причиною послужив пік популярності кайдзю-фільмів. У 1965 році Tsuburaya Productions почала випуск власного серіалу, у якому мала намір з'єднати історії про монстрів, іншопланетян в і паранормальні явища (три ключові теми фантастики тих років). На початку 1966 року на телеекрани Японії вийшов «Ультра Q» із 28 епізодів. Для свого часу це був найдорожчий серіал Японії.
Спочатку серіал планувалося назвати UNBALANCE, але згодом він був перейменований на «Ультра Q» (подібно до «Oba-Q», прізвиська головного персонажа тодішнього популярного аніме-серіалу «Obake no Q-Taro», і «Ultra C», терміну, використовуваного для жіночої гімнастики протягом Літніх Олімпійських ігор 1964 року, де російська гімнастка виконала виключно складний трюк Ultra C).
Уже перші серії про групу людей, які стикаються з монстрами і прибульцями, стали несподівано так популярні, що у Цубураї народилася ідея створити другий серіал, де будуть розвинуті ідеї «Ультра Q». Так почалася «ультра-серія», проте, сам «Ультра Q» отримав продовження через більш ніж 40 років: «Ультра Q: Темна фантазія» (2004) та «Нео Ультра Q» (2013). Також в 1990 був випущений фільм «Ультра Q Фільм: Легенда зірок» — пряме продовження оригінального серіалу.
13 серпня 2013 року серіал було випущено на DVD з англійськими субтитрами.

## Персонажі
- Джун Манджоме (яп. 万城目 淳 Manjōme Jun): авіатор в «Hoshikawa Air Service» і письменник-фантаст.
- Юріко Едогава (яп. 江戸川 由利子 Edogawa Yuriko): репортер «Daily News».
- Іппей Тогава (яп. 戸川 一平 Togawa Ippei): партнер Джуна в «Hoshikawa Air Service».
- Професор Ічинотані (яп. 一ノ谷博士 Ichinotani-hakase): всесвітньовідомий вчений, який допомагає Джун, Юріко та Іппею.
- Редактор новин Секі (яп. 関デスク Seki Desuku): начальник Юріко і редактор «Daily News».

## Епізоди

### 1. Поразка Гомесса!
Defeat Gomess! (яп. ゴメスを倒せ! Gomesu o Taose!)
Дата прем'єри: 2 січня 1966 року
Під час риття підземного тунелю між Токіо і Осакою, будівельні бригади розкопали дивний об'єкт всередині величезної печери, один з робітників стверджує, що бачив чудовисько, та йому ніхто не вірить. Джун і Юріко заходять до печери і залишаються там для подальшого дослідження і переконуються, що чудовисько не вигадка. Водночас, Іппей і репортер, за допомоги школяра, який опинився поряд, виявляють, що об'єкт є яйцем птаха Літтри. Згідно зі стародавньою легендою, коли буде знайдене яйце Літтри, з'явиться чудовисько Гомесс, щоб знищити Землю, а Літтра стане на захист проти нього. Джун і Юріко тікають від Гомесса з печери. Іппей зі школярем зігрівають яйце, тим самим прискорюючи процес виведення і незабаром Літтра вилуплюється. Гомесс виходить із печери і два чудовиська стикаються в бою. Після запеклої сутички Літтра вражає Гомесса кислотним струменем з дзьоба, а потім помирає, виконавши своє завдання. Голос за кадром говорить, що біля тунелю тепер стоїть невеликий пам'ятний знак, присвяченій Літтрі.

### 2. Горо і Горо
Goro and Goroh (яп. 五郎とゴロー Gorō to Gorō)
Дата прем'єри: 9 січня 1966 року
На горі Амагі (також відомій як Мавпяча) з'явилася 50 — метрова велетенська мавпа. У чудовиська є друг, молодий німий чоловік на ім'я Горо, який багато часу проводив з мавпами. Він назвав велетенську мавпу також Горо, і тепер шукає для неї їжу. В цей час повертається з подорожі дослідник, який знайшов на одному острові таку ж мавпу (відсилка до Кінг-Конга). З'ясовується причина її величезних розмірів — горіхи, які у війну використовували як допінг для солдатів. При надмірному споживанні вони можуть викликати порушення гормонального балансу. Коли фермери ловлять Горо на крадіжці, його заарештовує поліція. Незабаром гігантська мавпа починає шукати свого друга, і заходить в місто. Після розголосу історії про іншу гігантську мавпу, головний редактор «Daily News» Січи розробляє план як позбутися чудовиська. Мавпі дають молоко зі снодійним, щоб потім перевезти на острів до іншої мавпи.

### 3. Подарунок з космосу
The Gift From Space (яп. 宇宙からの贈りもの Uchū kara no Okurimono)
Дата прем'єри: 16 січня 1966 року
З борту літака Джун і Юріко спостерігають приводнення невідомого об'єкта. Ним виявляється дослідницька капсула, що повернулася на Землю після польоту на Марс. Але вона повинна була і залишитись на Марсі, повернення не було передбачене. Всередині капсули виявляють дві невеликих золотих сфери. До того, як почалося їх дослідження, сфери викрадає злодій, який сприймає їх за справжнє золото, але губить одну з них. Коли одна зі сфер випадково зазнає дії тепла, вона виростає до величезних розмірів і з неї вилупляється істота, подібна на велетенського слизуна, яка вбиває злодія і його спільника. Іппей знаходить другу і дарує її Юріко. Джун і Юріко прибувають на місце, де знайшли тіла вбитих злодіїв і зустрічають монстра в печері. Джун виманює його на берег, де монстр падає в море і розчиняється під дією солоної води. Професор Ічинотані висуває теорію, що сфери були послані розвинутою інопланетною расою, можливо, як попередження для людства не запускати так багато космічних апаратів, або ж щоб навчити людей працювати разом на благо миру. Тим часом Юріко носить другу сферу в намисті, не підозрюючи, що це. Друге чудовисько вилупляється, та люди вже знають як з ним боротися. Але професор побоюється, що це не останній «подарунок».

### 4. Мамонтова квітка
Mammoth Flower (яп. マンモスフラワー Manmosu Furawā)
Дата прем'єри: 23 січня 1966 року
У Токіо відбуваються дивні поштовхи, ніби щось величезне рухається під фундаментами міста. У каналі імператорського палацу з'яляється велике щупальце, схоже на виноградну лозу. Після цього інциденту, Джун, Іппей і Юріко стають свідками нападу на людей з-під землі лози, яка намагаються висмоктати кров зі своїх жертв. Ічинотані підозрює, що під Токіо пустила коріння гігантська рослина, яка він називає Мамонтовою Квіткою. Незабаром після цього бутон пробивається вгору через будівлі і мамонтова квітка розквітає на містом. Професор складає спеціальний пристрій, з якого розпиляє над велетенською квіткою карбонову кислоту і рослина чахне.

### 5. Пегіла тут!
Peguila Is Here! (яп. ペギラが来た! Pegira ga Kita!)
Дата прем'єри: 30 січня 1966 року
Виступаючи як спеціальний кореспондент «Daily News», Джун їде в базу Японії на Південному полюсі. Опинившись там, він дізнається про загадкове зникнення співробітника Номури три роки тому. Перед зникненням він зробив запис у журналі про якогось Пегілу. Йоко Кухара, лікар і наречена Номури, сподівається знайти відомості про нього біля антарктичної станції. Незабаром відбувається різке падіння температури в регіоні і починається снігова буря. Йоко підслуховує рішення керівництва експедиції не ризикувати заради пошуків Номури, тому йде шукати Номуру сама. Коли Джун і капітан Амада нарешті наздоганяють її, знаходять Йоко без свідомості, а її охороняє вірний пес Номури, Сабу. Поруч вони знаходять тіло Номури, вморожене в лід, вигляд якого і викликав в Йоко непритомність. Поки тіло дістають з льоду, з'являється чудовисько Пегіла, яке своїм морозним диханням викликає бурю. Задаючись питанням чому Пегіла не чіпав собаку, Джун і Йоко знаходять шматочок кокоса на шерсті собаки. Виходячи з цього, вони роблять висновок, що Peguimin H, хімічний екстракт з коксу, є слабкістю монстра. Коли Пегіла збирається атакувати базу, в нього запускають реактивний снаряд із Peguimin H. Пегіла, відляканий цим, полишає територію.

### 6. Рости, маленька черепахо!
Grow Up! Little Turtle (яп. 育てよ! カメ Sodateyo! Kame)
Дата прем'єри:. 6 лютого 1966 року

### 7. S.0.S. з Гори Фуджі
S.O.S. Mount Fuji (яп. SOS富士山 Esu Ō Esu Fujisan)
Дата прем'єри: 13 лютого 1966 року

### 8. Медв'яний терор
Terror of the Sweet Honey (яп. 甘い蜜の恐怖 Amai Mitsu no Kyōfu)
Дата прем'єри: 20 лютого 1966 року

### 9. Павучий барон
Baron Spider (яп. クモ男爵 Kumo Danshaku)
Дата прем'єри: 27 лютого 1966 року

### 10. Підземний Супер Експрес вирушає на Захід
The Underground Super Express Goes West (яп. 地底超特急西へ Chitei Chōtokkyū Nishi e)
Дата прем'єри: 6 березня 1966 року

### 11. Балунга
Balloonga (яп. バルンガ Barunga)
Дата прем'єри: 13 березня 1966 року

### 12. Я бачив птаха
I Saw a Bird (яп. 鳥を見た Tori o Mita)
Дата прем'єри: 20 березня 1966 року

### 13. Гарадама
Garadama (яп. ガラダマ)
Дата прем'єри: 27 березня 1966 року

### 14. Токійський Льодовиковий період
Tokyo Ice Age (яп. 東京氷河期 Tōkyō Hyōgaki)
Дата прем'єри: 3 квітня 1966 року

### 15. Кокон Канегона
Kanegon's Cocoon (яп. カネゴンの繭 Kanegon no Mayu)
Дата прем'єри: 10 квітня, 1966 року

### 16. Помста Гарамона
Garamon Strikes Back (яп. ガラモンの逆襲 Garamon no Gyakushū)
Дата прем'єри: 17 квітня 1966 року

### 17. Проект 1/8
The 1/8 Project (яп. 1/8計画 Hachibun-no-Ichi Keikaku)
Дата прем'єри: 24 квітня 1966 року

### 18. Райдужне яйце
The Rainbow's Egg (яп. 虹の卵 Niji no Tamago)
Дата прем'єри: 1 травня 1966 року

### 19. Виклик з 2020 року
Challenge from the Year 2020 (яп. 2020年の挑戦 Nisen-nijū-nen no Chōsen)
Дата прем'єри: 8 травня 1966 року

### 20. Морський гуманоїд Рагон
The Undersea Humanoid Ragon (яп. 海底原人ラゴン Kaitei Genjin Ragon)
Дата прем'єри: 15 травня 1966 року

### 21. Космічний наказ M774
Space Directive M774 (яп. 宇宙指令M774 Uchū Shirei Emu Nana Nana Yon)
Дата прем'єри: 22 травня 1966 року

### 22. Перетворення
Metamorphosis (яп. 変身 Henshin)
Дата прем'єри: 29 травня 1966 року

### 23. Лють Південного моря
Fury of the South Sea (яп. 南海の怒り Nankai no Ikari)
Дата прем'єри: 5 червня 1966 року

### 24. Ідол Гога
The Idol of Goga (яп. ゴーガの像 Gōga no Zō)
Дата прем'єри: 12 червня 1966 року

### 25. Диявольська дитина
The Devil Child (яп. 悪魔ッ子 Akumakko)
Дата прем'єри : 19 червня 1966 року

### 26. Блискуча перемога
Blazing Victory (яп. 燃えろ栄光 Moeru Eikō)
Дата прем'єри: 26 червня 1966 року

### 27. Зникнення рейсу 206
The Disappearance of Flight 206 (яп. 206便消滅す Ni Maru Roku Bin Shōmetsu-su)
Дата прем'єри: 3 липня 1966 року

### 28. Відкриття!
Open Up! (яп. あけてくれ! Aketekure!)
Дата прем'єри: 14 грудня 1967 року